# Nínox de Timor
El nínox de Timor (Ninox fusca; syn: Ninox boobook fusca) és una espècie d'ocell de la família dels estrígids (Strigidae). A vegades és considerat una subespècie del nínox australià. Habita boscos de l'illa de Timor i altres illes Petites de la Sonda.

## Taxonomia
Anteriorment es considerava el nínox de Timor una subespècie del nínox australià. Però les anàlisis genètiques i de bioacústica mostraren que és marcadament divergent amb les poblacions australianes d'aquest darrer tàxon, el que va portar a Gwee i els seus col·legues a suggerir que es reclassifiqués com a una espècie separada. El Congrés Ornitològic Internacional, en la seva llista mundial d'ocells (versió 9.1, 2019) reconegué la nova espècie. Tanmateix, altres obres taxonòmiques, com el Handook of the Birds of the World i la quarta versió de la BirdLife International Checklist of the birds of the world (Desembre 2019), el consideren encara una subespècie del nínox australià.